# Turtle Mountain (circonscription électorale)
Circonscription électorale provinciale du Canada
Turtle Mountain est une circonscription électorale provinciale du Manitoba (Canada). La circonscription a été représentée à l'Assemblée législative de 1881 à 1969, de 1981 à 2011 et depuis 2019. Son nom fait référence au parc provincial de Turtle Mountain.

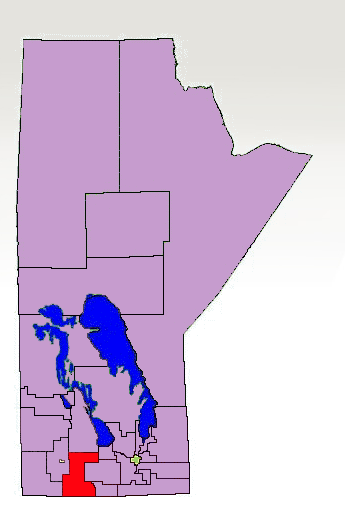
Circonscription de Turtle Mountain de 1998 à 2011.

Lors du découpage électorale de 2008, la circonscription fut dissoute parmi Agassiz, Midland et Spruce Woods. Le député d'alors, Cliff Cullen devint alors député de Spruce Woods. Le découpage de 2018 vit réapparaître la circonscription à partir de Arthur-Virden, Spruce Woods et Midland.
La circonscription inclut la ville de Melita, les municipalités rurales de Two Borders, Grassland, Brenda – Waskada, Deloraine – Winchester, Boissevain – Morton, Prairie Lakes, Killarney-Turtle Mountain, Argyle, Cartwright – Roblin, Lorne, Pembina, Louise et la communauté amérindienne de Swan Lake.

## Liste des députés
| Spruce Woods | Spruce Woods             | Spruce Woods              | Spruce Woods   | Spruce Woods |
| Nom          | Nom                      | Parti                     | Mandat         | Législature  |
| ------------ | ------------------------ | ------------------------- | -------------- | ------------ |
|              | James Peterkin Alexander | Conservateur              | 1881 - 1883    | 4e           |
|              | Finlay McNaughton Young  | Libéral                   | 1883 - 1886    | 5e           |
|              | Finlay McNaughton Young  | Libéral                   | 1886 - 1888    | 6e           |
|              | John Hettle              | Libéral                   | 1888 - 1892    | 7e           |
|              | John Hettle              | Libéral                   | 1892 - 1896    | 8e           |
|              | John Hettle              | Libéral                   | 1896 - 1897    | 9e           |
|              | James Johnson            | Indépendant conservateur  | 1897 - 1899    | 9e           |
|              | James Johnson            | Indépendant conservateur  | 1899 - 1903    | 10e          |
|              | James Johnson            | Conservateur              | 1903 - 1907    | 11e          |
|              | James Johnson            | Conservateur              | 1907 - 1910    | 12e          |
|              | James Johnson            | Conservateur              | 1910 - 1914    | 13e          |
|              | James Johnson            | Conservateur              | 1914 - 1915    | 14e          |
|              | George William McDonald  | Libéral                   | 1915 - 1920    | 15e          |
|              | George William McDonald  | Libéral                   | 1920 - 1922    | 16e          |
|              | Richard Gardiner Willis  | Conservateur              | 1922 - 1927    | 17e          |
|              | Richard Gardiner Willis  | Conservateur              | 1927 - 1929    | 18e          |
|              | Alexander Robert Welch   | Conservateur              | 1929 - 1932    | 18e          |
|              | Alexander Robert Welch   | Conservateur              | 1932 - 1936    | 19e          |
|              | Alexander Robert Welch   | Conservateur              | 1936 - 1941    | 20e          |
|              | Alexander Robert Welch   | Conservateur              | 1941 - 1945    | 21e          |
|              | Errick F. Willis         | Conservateur              | 1945 - 1946    | 22e          |
|              | Errick F. Willis         | Progressiste-conservateur | 1946 - 1949    | 22e          |
|              | Errick F. Willis         | Progressiste-conservateur | 1949 - 1953    | 23e          |
|              | Errick F. Willis         | Progressiste-conservateur | 1953 - 1958    | 24e          |
|              | Errick F. Willis         | Progressiste-conservateur | 1958 - 1959    | 25e          |
|              | Edward Dow               | Libéral-progressiste      | 1959 - 1961    | 26e          |
|              | Edward Dow               | Libéral                   | 1961 - 1962    | 26e          |
|              | Peter J. McDonald        | Progressiste-conservateur | 1962 - 1966    | 27e          |
|              | Edward Dow               | Libéral                   | 1966 - 1969    | 28e          |
|              | Circonscription abolie   | Circonscription abolie    | 1969 - 1981    | 1969 - 1981  |
|              | Brian Ransom             | Progressiste-conservateur | 1981 - 1986    | 32e          |
|              | Denis Rocan              | Progressiste-conservateur | 1986 - 1988    | 33e          |
|              | Denis Rocan              | Progressiste-conservateur | 1988 - 1990    | 34e          |
|              | Bob Rose                 | Progressiste-conservateur | 1990 - 1995    | 35e          |
|              | Merv Tweed               | Progressiste-conservateur | 1995 - 1999    | 36e          |
|              | Merv Tweed               | Progressiste-conservateur | 1999 - 2003    | 37e          |
|              | Merv Tweed               | Progressiste-conservateur | 2003 - 2004    | 38e          |
|              | Cliff Cullen             | Progressiste-conservateur | 2004 - 2007    | 38e          |
|              | Cliff Cullen             | Progressiste-conservateur | 2007 - 2011    | 39e          |
|              | Circonscription abolie   | Circonscription abolie    | 2011 - 2019    | 2011 - 2019  |
|              | Doyle Piwniuk            | Progressiste-conservateur | 2019 - 2023    | 42e          |
|              | Doyle Piwniuk            | Progressiste-conservateur | 2023 - présent | 43e          |